# Paraula esdrúixola
Una paraula esdrúixola o paraula proparoxítona té l'accent de mot a l'antepenúltima síl·laba (exemples: bàdminton, bòbila, dàrsena, fórmula, góndola, llúdriga, magnètiques, mànager, màquina, màrfega, òpera, Àfrica, Fàtima, Sòcrates, Gènova).
Les paraules esdrúixoles són una mica menys freqüents en català que les planes o les agudes. Així, per exemple, no hi ha formes verbals esdrúixoles, sinó solament planes (com anava) o agudes (com aniré) i, de fet, una part de les paraules esdrúixoles són formes del femení de paraules planes, com cérvola, frívola, típica o única (femenins esdrúixols dels masculins plans cérvol, frívol, típic o únic, respectivament).
En català, les paraules esdrúixoles s'accentuen gràficament totes per indicar-ne la pronunciació, llevat dels noms propis estrangers gràficament no adaptats: Amsterdam, Edison, Gulliver, Liverpool, Washington. Ara bé, encara que gràficament cal accentuar adverbis en -ment com fàcilment o hàbilment, perquè mantenen l'accent gràfic del component de l'esquerra, tots els adverbis en -ment són mots aguts i no pas esdrúixols (com tampoc no són sobreesdrúixols adverbis com mínimament, tènuement o típicament) i l'accent gràfic es correspon amb l'accent secundari i no amb l'accent de mot. Per això, per exemple, l'adverbi llargament rima amb el nom allargament o no s'accentuen gràficament adverbis com amargament, pobrament o purament, que tenen un accent secundari a l'antepenúltima síl·laba.